# Харківський НДІ судових експертиз імені заслуженого професора М. С. Бокаріуса
Національний науковий центр «Інститут судових експертиз ім. Засл. проф. М.С. Бокаріуса» — одна з найдавніших державних судово-експертних установ України. На сучасному етапі розвитку ННЦ ІСЕ є ініціатором запровадження європейського досвіду в роботу судово-експертних установ України, установою з високим рівнем проведення найскладніших експертних досліджень і новітніх наукових розробок, що мають теоретичне та практичне значення й украй необхідні для високого рівня експертного забезпечення правосуддя в державі, підпорядкована Мін'юсту України.

## Історія
1923 року Уряд УСРР створив у системі Народного комісаріату юстиції обласні кабінети науково-судової експертизи — у Києві, Одесі й Харкові.Кабінет науково-судової експертизи в Харкові очолив Микола Сергійович Бокаріус. За його ініціативою 1925 року харківський кабінет реорганізували в Інститут науково-судової експертизи, незмінним керівником якого впродовж 1925—1931 року він був. По смерті М. С. Бокаріуса, 1931 року, Інститут отримав його ім’я, яким співробітники нинішнього ННЦ ІСЕ пишаються до сьогодні.
У різні періоди установу очолювали:— відомий учений і судовий медик Микола Миколайович Бокаріус, керівництво якого (1931—1946) припало на роки Другої світової війни й окупацію Харкова фашистами, що не завадило зберегти кадровий потенціал і надбання науково-дослідної та експертної діяльності;
— доктор юридичних наук, професор Віктор Павлович Колмаков. За часів його управління (1946—1967) Харківська школа судових експертів отримала подальший розвиток за багатьма напрямками судової експертизи;
— заслужений юрист України, кандидат юридичних наук, доцент кафедри криміналістики Микола Васильович Скорик, під проводом якого (1967—1997) створено відділення та споруджено нову будівлю установи;
— кандидат юридичних наук, доцент, заслужений юрист України Михайло Леонідович Цимбал. Під його керівництвом (1997—2010) Харківський НДІ судових експертиз визнано найкращим за результатами державної атестації науково-дослідних установ судових експертиз Міністерства юстиції України за показниками раціонального використання науково-технічного потенціалу;
— кандидат юридичних наук Андрій Іванович Лозовий (2010—2016) працював в установі з 1989 року, зокрема на посадах завідувача лабораторії судових автотоварознавчих, будівельно-технічних досліджень, заступника директора інституту з експертної роботи, першого заступника директора;
— доктор юридичних наук, професор, заслужений юрист України Олександр Миколайович Клюєв (2016—2023). 
— кандидат економічних наук, Тюлєнєв Сергій Анатолійович (2023 - теперішній час).

## Надання статусу Національного наукового центру
28 серпня 2020 року Указом Президента України Інституту надано статус Національного наукового центру.